# Trainz Railroad Simulator 2006
Trainz Railroad Simulator 2006 è il quinto della serie di simulazioni ferroviarie di produzione Auran denominata Trainz. Si contraddistingue per la facilità nella creazione di scenari ferroviari e nella capacità di esprimere un buon livello di realismo.

## Descrizione del gioco
Come tutti gli altri giochi della serie Trainz, il gioco si suddivide in tre categorie:  Ingegnere ferroviario,  Macchinista e  Deposito ferroviario.

### Modalità Ingegnere ferroviario
Il giocatore ha a disposizione una vasta scelta di binari, stazioni, segnali ferroviari  ed elementi dello scenario quali texture, case e alberi. 
Gli elementi sono suddivisi ordinatamente con schede apribili sulla destra dello schermo, dando la possibilità di modificare i seguenti aspetti dello scenario a cui si lavora:

#### Terreno
Tramite la schermata Terreno, è possibile modificare la morfologia del layout con diversi comandi. Esistono anche frame già preparate per uno scollinamento rapido del terreno, o comandi per il livellamento dello stesso. Inoltre, tramite questa schermata è possibile aggiungere l'acqua allo scenario. Questa schermata permette anche di aggiungere ulteriore spazio al proprio scenario, aggiungendo un  "quadrotto" (ognuno corrisponde a 720x720m in Scala Reale) in una posizione a scelta.

#### Texture

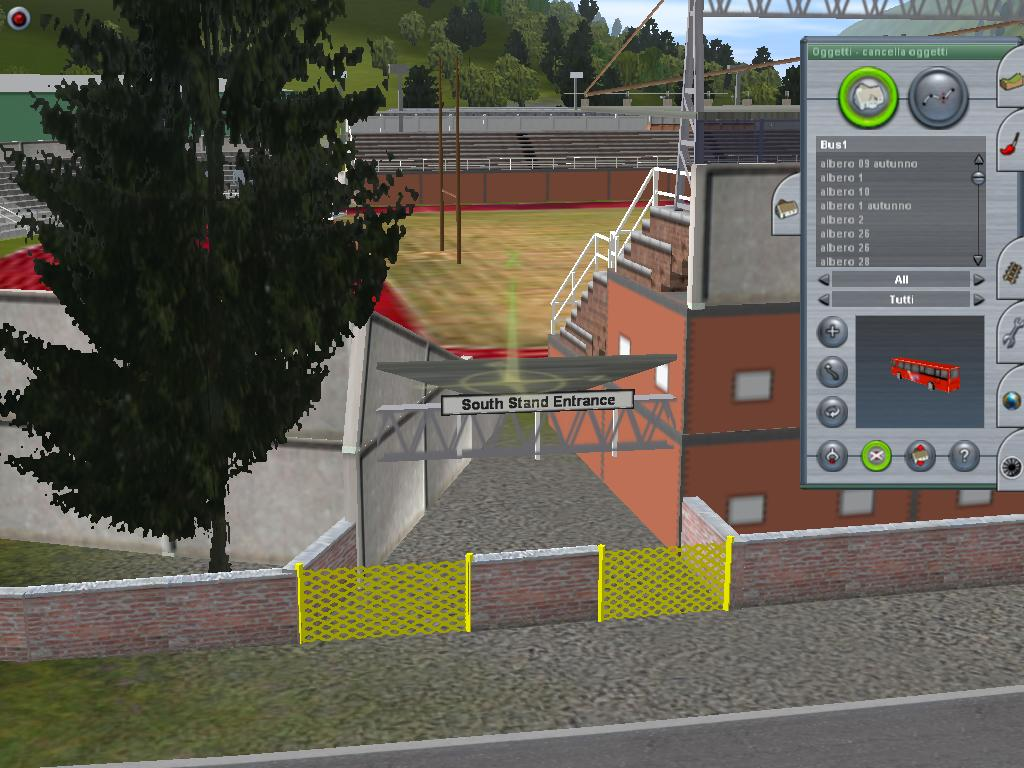
Visualizzazione durante la modalità Ingegnere ferroviario

Con questa schermata, invece, si "colora" lo scenario. Sono disponibili diverse texture, dalla roccia all'acqua passando per erba e sabbia, persino campi coltivati. È possibile applicare le texture sia con un sistema "a pennello" con raggio di applicazione regolabile sia tramite un sistema di selezione di un'area in base ai quadretti in cui è suddiviso ogni quadrotto di gioco. Le texture possono essere mischiate in combinazioni infinite, e con abilità si possono ottenere risultati davvero pregevoli e realistici.

#### Oggetti
In questa sezione è possibile trovare tutto l'occorrente per piazzare case, alberi, veicoli, industrie e molto altro sul proprio scenario. Tutti gli oggetti sono suddivisi per categorie (Fauna, Flora, Industrie, Veicoli, Trackside, Oggetti stradali, Edifici), e a loro volta per regione geografica, e ricercabili per nome tramite la barra di ricerca appena sopra la finestrella con l'elenco degli oggetti. Gli oggetti una volta applicati possono essere roteati, spostati e modificati in altezza, mentre solo alcuni presentano anche l'inclinazione. Oltre agli oggetti, è presente la sezione degli splines, sarebbe a dire gli oggetti lineari quali strade, muri, recinzioni ecc. Si applicano "stendendoli" sul terreno, potendoli curvare, modificarne l'altezza e anche raddrizzarli. Per le strade è opzionale anche il traffico di automobili.

#### Binari e oggetti ferroviari
In questa sezione si possono applicare, con lo stesso concetto degli splines, i binari. Ad ogni congiunzione, viene piazzato automaticamente uno scambio, che poi tuttavia può essere sostituito con modelli più realistici. Anche qui vige la suddivisione geografica e di tipologia (Binario, Tunnel, Ponte), e sono presenti diversi scartamenti. La sezione Oggetti contiene tutti i segnali ferroviari di ogni stato, dai semafori ai cartelli con informazioni sussidiarie. Questi oggetti sono vincolati ai binari, e possono essere spostati solo lungo essi e rivolti verso uno o l'altro lato. La sezione "Indicatori Ferroviari", invece, riguarda indicatori per la programmazione dei tragitti dei treni e per l'organizzazione delle activities.

#### Strumenti aggiuntivi
Qui è possibile trovare un righello per misurare la lunghezza in metri lineari e anche le telecamere da piazzare lungo la tratta, 
che possono assumere carattere statico o mobile.

#### Impostazioni mondo
Da qui è possibile determinare ora, tempo atmosferico, coloritura del cielo, nuvole ed acqua del tracciato.

#### Materiale rotabile
Il materiale rotabile, come per gli oggetti, è suddiviso per nazioni e per compagnie di trasporto. Sono presenti locomotori di tutti i tipi, da quelli a vapore a quelli diesel, passando per quelli elettrici, con cabine e suoni più o meno realistici in base al treno. Esistono anche diversi tipi di carrozze e carri merci, alcuni dei quali interattivi. Infatti, nelle stazioni/scali merci è possibile vedere l'apertura delle porte delle carrozze e la salita dei passeggeri, mentre nei carri merci è possibile vedere il carico adagiarsi sugli stessi. Per creare una sessione, il materiale va piazzato direttamente dalla sezione Ingegnere Ferroviario sui binari al punto prestabilito.